# Plantation (hrabstwo Sarasota)
Plantation – jednostka osadnicza w Stanach Zjednoczonych, w stanie Floryda, w hrabstwie Sarasota.